# Carlo Alberto dalla Chiesa
Carlo Alberto dalla Chiesa (Saluzzo, 27 de setembro de 1920 – Palermo, 3 de setembro de 1982) foi um general e prefeito italiano. Fundou o Núcleo Especial Antiterrorismo. Foi assassinado pela Máfia.